# Birger Wasenius

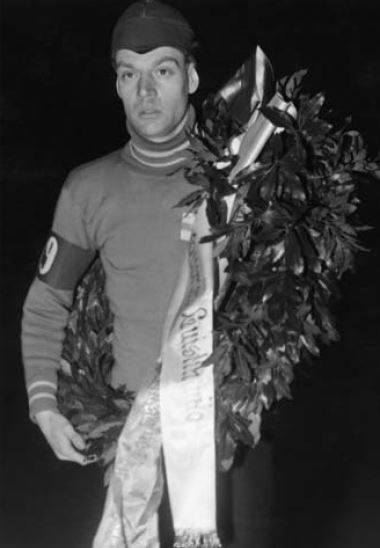
Birger Wasenius, 1939.

Birger Adolf Wasenius, född den 7 december 1911 i Helsingfors, död den 2 januari 1940, var en finländsk skridskolöpare.
Wasenius fick sitt internationella genombrott då han blev nr 2 under europamästerskapet 1933, bakom Ivar Ballangrud. Året efter förlorade han VM-titeln till Bernt Evensen på grund av ett dåligt 1500 meterslopp.
Under Vinter-OS 1936 var han den ende verkligee utmanaren till de norska guldmedaljörerna. En vecka före olympiska spelen blev han nr 2 i VM, också denna gång bakom Ballangrud. 
Under OS fick han tre medaljer - två silver och ett brons, og han var mindre än 10 sekunder från tre guld. År 1939 vann han äntligen en titel då han blev världsmästare på hemmaplan i Helsingfors under svåra förhållanden och på mjuk is.
Wasenius blev finländsk mästare på skridsor sex gånger. Mot slutet av 1939 bröt vinterkriget mellan Finland och Sovjetunionen ut, och Wasenius dödades tidigt 1940 medan han kämpade i den finländska hären på Ladoga. Han är begravd på Sandudds begravningsplats i Helsingfors.